# Пртовч
Пртовч (словен. Prtovč) — поселення в общині Железнікі, Горенський регіон, Словенія. Висота над рівнем моря: 1008,1 м.